# Paussíneos
Paussíneos (cientificamente denominados Paussinae; popularmente denominados, em inglês, ant nest beetles; cujo significado, em português, é besouros de ninhos de formigas) são uma subfamília de insetos da ordem Coleoptera e da família Carabidae, proposta por Pierre André Latreille no ano de 1807. Em sua antiga nomenclatura eram uma família, Paussidae, agora em desuso. Somente algumas espécies desta subfamília parecem ser abundantes enquanto a maioria, especialmente as com hábitos mirmecófilos, ou termitófilos, são raras, com pouco mais da metade das espécies catalogadas na tribo Paussini.

## Descrição, hábitos, habitat e distribuição
Os Paussinae são besouros de tamanho pequeno a médio (de 4 a 20 milímetros) e de cor uniformemente enegrecida, amarelada ou marrom-avermelhada, raramente com duas tonalidades em seus élitros paralelos e quase planos, podendo deixar o pigídio descoberto. Sua característica mais distintiva são as antenas amplas e achatadas, ora segmentadas, ora sólidas. Essas antenas foram relatadas como sendo pegas por formigas para arrastar o besouro ao redor do formigueiro; onde secretam uma substância volátil a partir de glândulas subcutâneas que são lambidas vorazmente pelas formigas, suprimindo a sua agressão habitual contra intrusos e apaziguando-as. Em troca, o besouro e suas larvas se alimentam de alimentos fornecidos pelas formigas ou as larvas se alimentam da ninhada de seus hospedeiros. Em espécies mais especializadas, as peças mandibulares do besouro são em forma de colher para poder receber facilmente as gotas de comida das formigas. Espécies evolutivamente mais primitivas dependem da força bruta e se defendem com um tegumento resistente, bombardeando as formigas atacantes com um gás que contém quinone, secretado por glândulas especiais. O gás se volatiliza, liberando explosivamente um sopro de vapor, assim como ocorre com o besouro-bombardeiro, da mesma família. Poucas espécies podem, com este mecanismo de defesa, causar erupções cutâneas, como a africana Cerapterus concolor. Em algumas espécies, os adultos só deixam o formigueiro para a cópula e, provavelmente, ocorrem acima do solo durante o enxame das formigas em voo nupcial. De noite se pode atraí-los com uma lâmpada, porque voam muito bem. São conhecidas mais de 500 espécies nas regiões tropicais e subtropicais da maior parte do mundo. Os mais ricos biomas de Paussinae são a África, Madagáscar, China, Índia e Austrália, também apresentando representantes neotropicais e neárticos, na América. No Brasil o mais encontradiço representante desta subfamília é Homopterus brasiliensis, com cerca de 10 milímetros, de coloração puxada para o castanho e élitros frágeis, quase translúcidos.

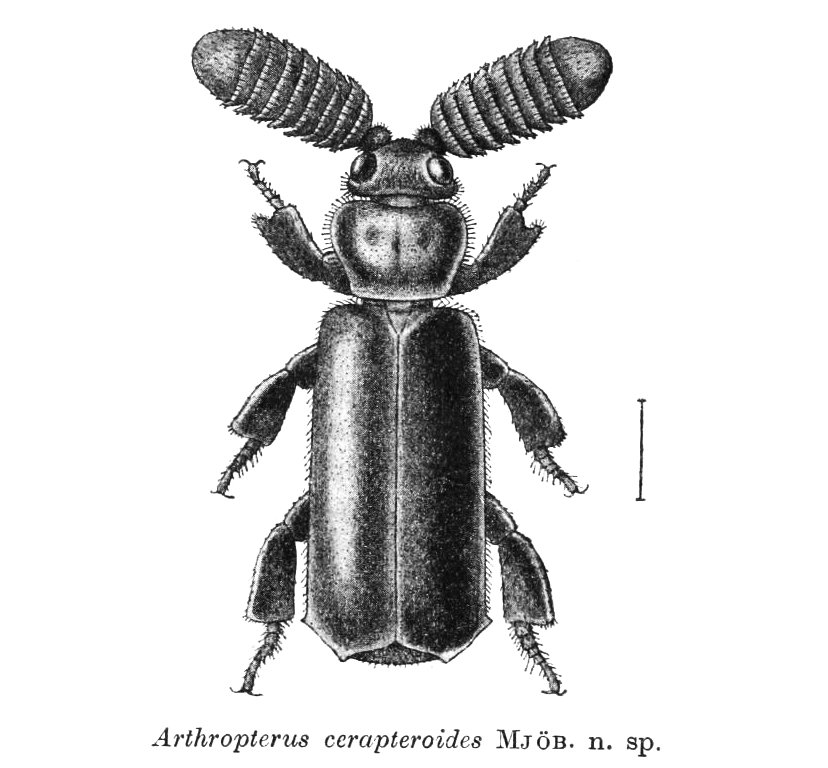
Ilustração de Arthropterus cerapteroides.
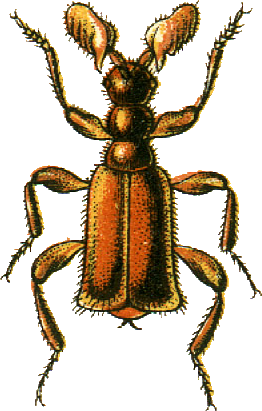
Ilustração de Paussus favieri.
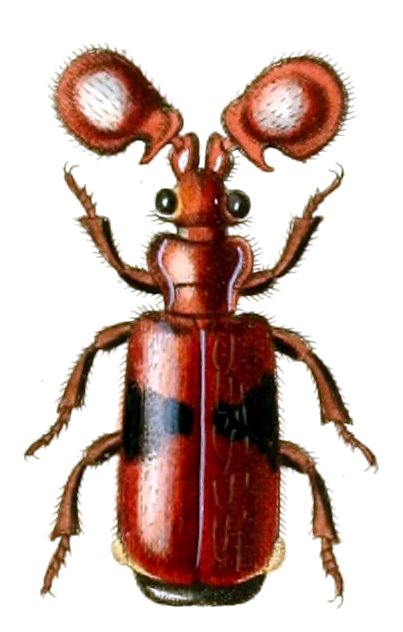
Ilustração de Platyrhopalus acutidens.
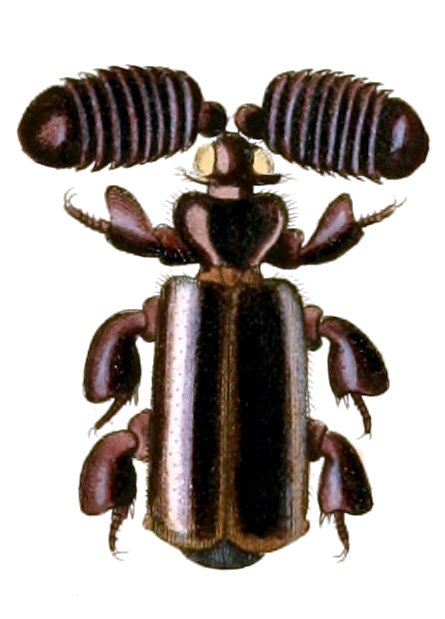
Ilustração de Cerapterus macleayii.

## Sonorização
Besouros Paussinae também podem produzir sons, imitando os chamados das formigas, para enganá-las. Esta peculiaridade foi encontrada em Paussus favieri, que consegue imitar os chamados de todas as castas da formiga Pheidole pallidula, no Marrocos.

## Tribos de Paussinae
A subfamília Paussinae contém cinco tribos:
- Tribo Metriini LeConte, 1853[14]
- Tribo Mystropomini Horn, 1881[14]
- Tribo Ozaenini Hope, 1838[14]
- Tribo Paussini Latreille, 1806[14]
- Tribo Protopaussini Gestro, 1892[14]

A tribo Ozaenini é composta de predadores livres da vida em comunidades de artrópodes, geralmente sendo encontrados, os seus representantes, correndo sobre troncos de árvores à noite, em madeira podre e sob cascas.

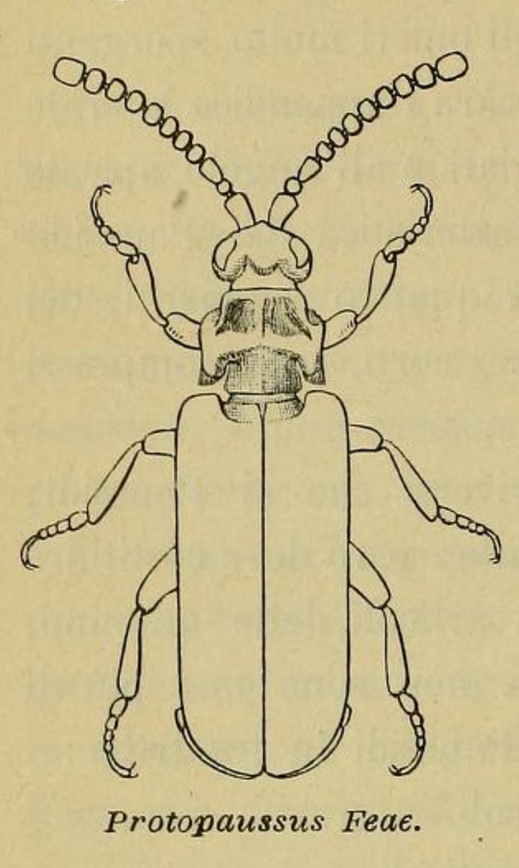
Desenho de besouro do gênero Protopaussus. Na tribo Protopaussini as antenas ainda não estão desenvolvidas.
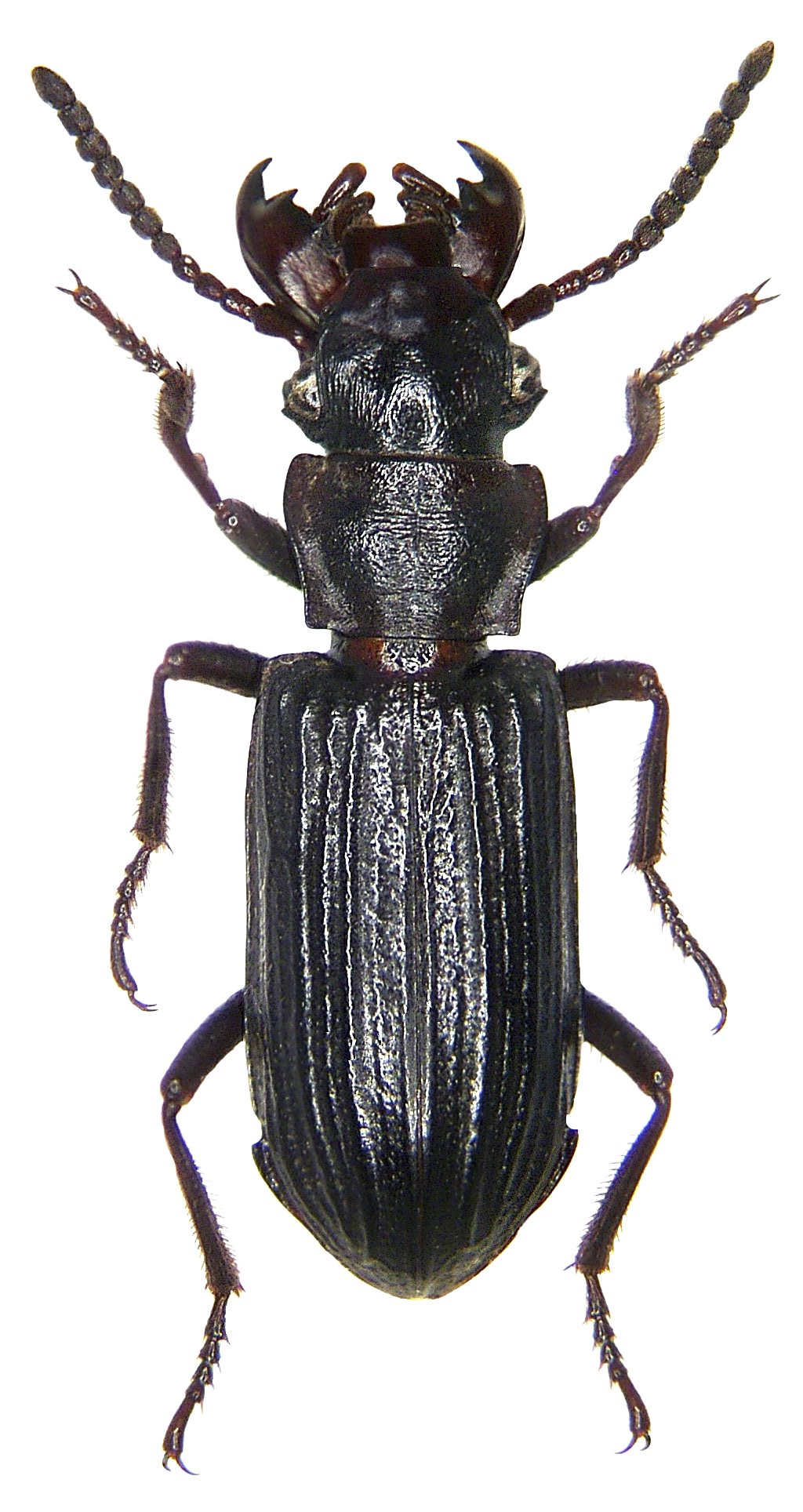
Foto de besouro do gênero Pseudozaena. Na tribo Ozaenini as antenas ainda não estão desenvolvidas.
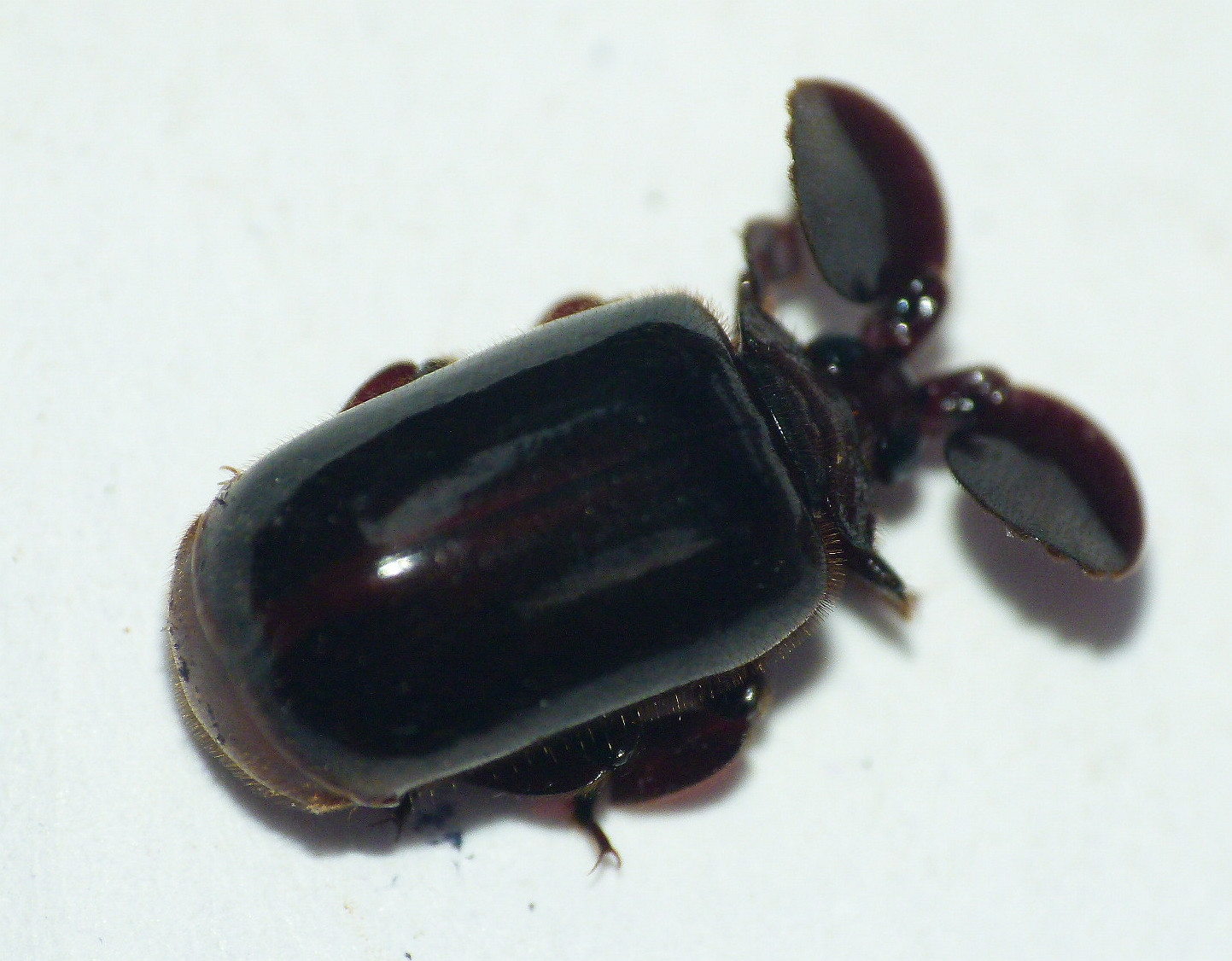
Fotografia de besouro do gênero Platyrhopalopsis (tribo Paussini).